# イタリアとの平和条約
イタリアとの平和条約（イタリアとのへいわじょうやく、英: Treaty of Peace with Italy）は、1947年2月10日にイタリアと連合国との間で締結された第二次世界大戦の講和条約の一つで、1947年のパリ条約に含まれる。同年9月15日に発効した。

## 領土変更

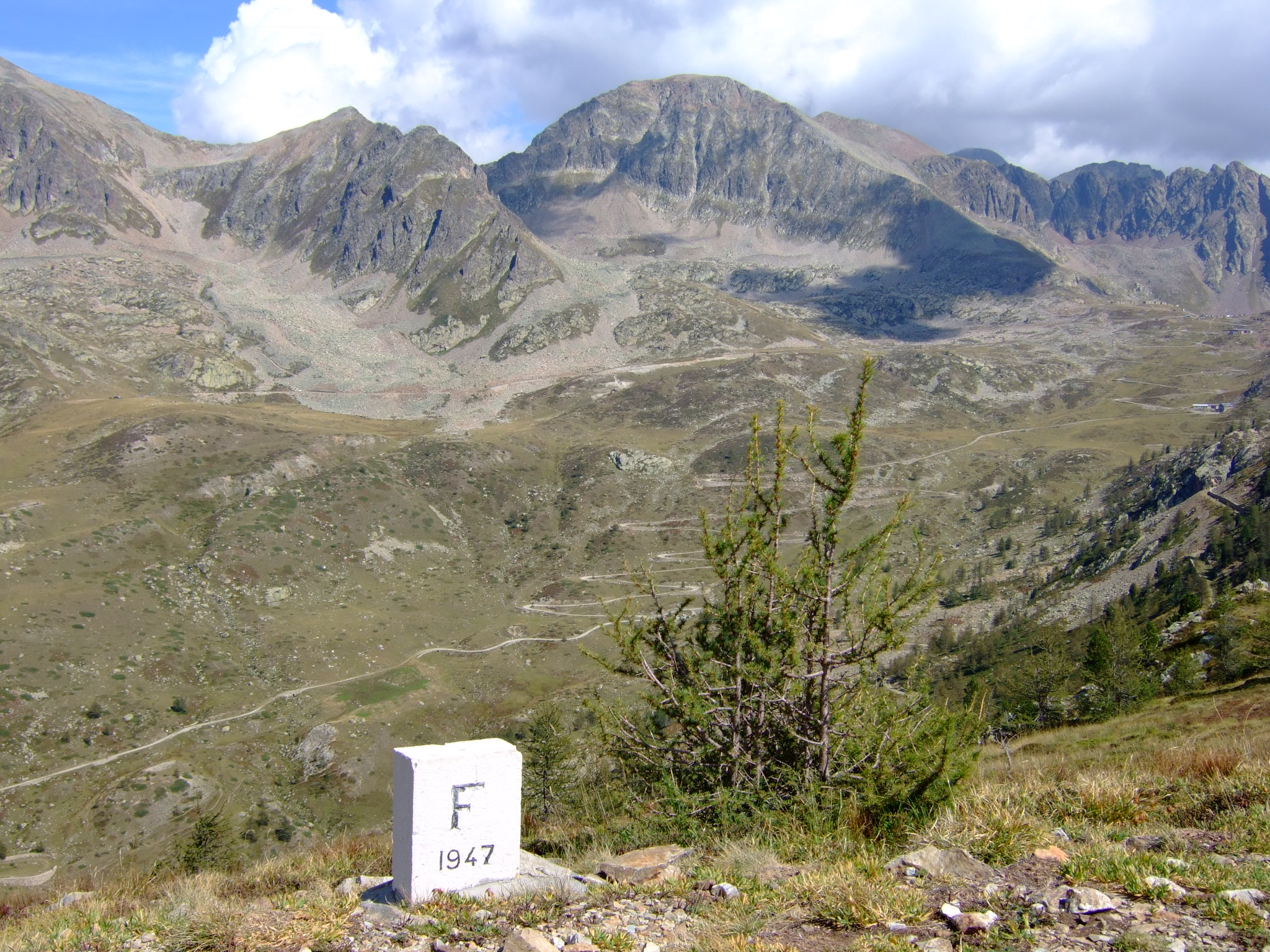
A frontier marker on the 1947 – settled Franco-Italian border in the Col de la Lombarde

- アドリア海の島（ツレス島、ロシニ島、ラストヴォ島（英語版）、パラグルジャ）、イストリア半島のミルナ川（英語版）から南の部分、ダルマチアのザダル、リエカとプリモルスカ地方のほとんどがユーゴスラビアに割譲された。
- ドデカネス諸島がギリシャに割譲された。
- ラ・ブリギュ（英語版）、タンド、フランスとイタリアの国境沿いの小さな町がフランスに割譲された。
- アルバニアの独立が承認され、サザン島（英語版）がアルバニアに割譲された。
- エチオピアに対する請求が放棄され、エチオピア帝国が再興された。
- リビア、エリトリア、ソマリランドを含む、植民地に対する請求が放棄され、イタリア植民地帝国が解散された。
- 中華民国とのイタリア有利な通商条約が破棄された（加えて1901年9月7日に天津に設置されたイタリア租界も中華民国に返還された）。
- トリエステと周辺地域がトリエステ自由地域と呼ばれる新たな独立地に組み込まれた。1954年、主要地域と自由地域の管理は、アメリカ合衆国連邦政府とイギリス政府からイタリア政府に委託され、ユーゴスラビア軍の委任地がトリエステ自由地域に関するロンドン了解覚書でユーゴスラビア政府に委譲された[2]。
- 1950年12月2日の国際連合総会決議390 (V)による勧告で、1952年9月11日にエリトリアはエチオピアと連合したが、1991年5月24日に事実上の独立を果たし、1993年5月24日に法的に承認された。

イタリア領ソマリランドは1949年にイタリアの信託統治領になるまでイギリスが統治し、1960年にイギリス領ソマリランドと合併されソマリアになった。

## 戦争賠償
第74条より、イタリアには以下の通りに戦争賠償を課せられた。
- ユーゴスラビア:1億2500万ドル
- ギリシャ:1億500万ドル
- ソビエト連邦:1億ドル
- エチオピア:2500万ドル
- アルバニア:500万ドル

賠償の金額については、金本位制によるUSドルで計算され（1946年7月1日時点。金1オンス＝35ドル）、7年で商品とサービスで支払われることになった。

## 軍事条項
第47条と第48条より、フランスとイタリアの国境とユーゴスラビアとイタリアの国境沿いにあったすべての要塞の取り壊しを義務付けられ、第51条より、30キロメートル以上の射程を持つ核兵器、ミサイル、火器や人間魚雷を含む非接触式の機雷と魚雷の所有、建造、実験を禁じられた。
軍事力の規模が制限された。第54条より重戦車、中戦車200両までとされ、第55条より黒シャツ隊とイタリア社会共和国陸軍の元士官と元下士官は、イタリア軍の士官と下士官になることを禁じられた（イタリアの裁判所で無罪が証明された者は除く）。
イタリア海軍もまた削減された。第56条と第57条より、戦艦の一部がソビエト連邦、アメリカ合衆国、イギリス、フランスに割譲された。すべての潜水艦が沈没させられ（第58条）、新たに戦艦、潜水艦、空母を入手することが禁じられた（第59条）。海軍の人員が25,000人に制限され（第60条）、陸軍では185,000人にカラビニエリ65,000人を合わせて25万人に制限された（第61条）。空軍は、戦闘機と偵察機200機と輸送機、訓練機、航空救難機、連絡機150機に限定され、爆撃機の所有と運用が禁じられ（第64条）、人員は25,000人に制限された（第65条）。
軍事力の制限のほとんどは、1949年にイタリアがNATOの原加盟国になったことで緩和された。

## 政治条項
第17条より、イタリアにおいてファシズムの組織化が禁じられた（政治、軍事、半軍事のいずれも）。

## 付属書
付属書より、南チロルにおいてドイツ系住民の文化的な自治権が認められた。